# Argyractis fulvicinctalis
Argyractis fulvicinctalis là một loài bướm đêm trong họ Crambidae.